# Nikola-Tesla-Museum (Belgrad)
Das Nikola-Tesla-Museum (serbisch Музеј Николе Тесле Muzej Nikole Tesle) ist ein Museum zum Andenken an den Erfinder und Elektrotechniker Nikola Tesla (1856–1943) in der serbischen Hauptstadt Belgrad. Im Museum befindet sich die Urne Teslas sowie ein Großteil seines Nachlasses, aus diesem Grund ist das Archiv des Museums in die Liste des Weltdokumentenerbes eingetragen. Tesla selber hatte mit Belgrad kaum etwas zu tun: die Stadt war zu seiner Jugendzeit noch unter osmanischer Kontrolle, er absolvierte nur einen Kurzbesuch 1892. Sein Geburtshaus, seit 1956 das Nikola-Tesla-Gedenkmuseum in Smiljan (Kroatien), steht 500 Kilometer weiter westlich, gehörte damals zum österreichischen Kaiserreich bzw. zur kroatischen Militärgrenze.

## Geschichte

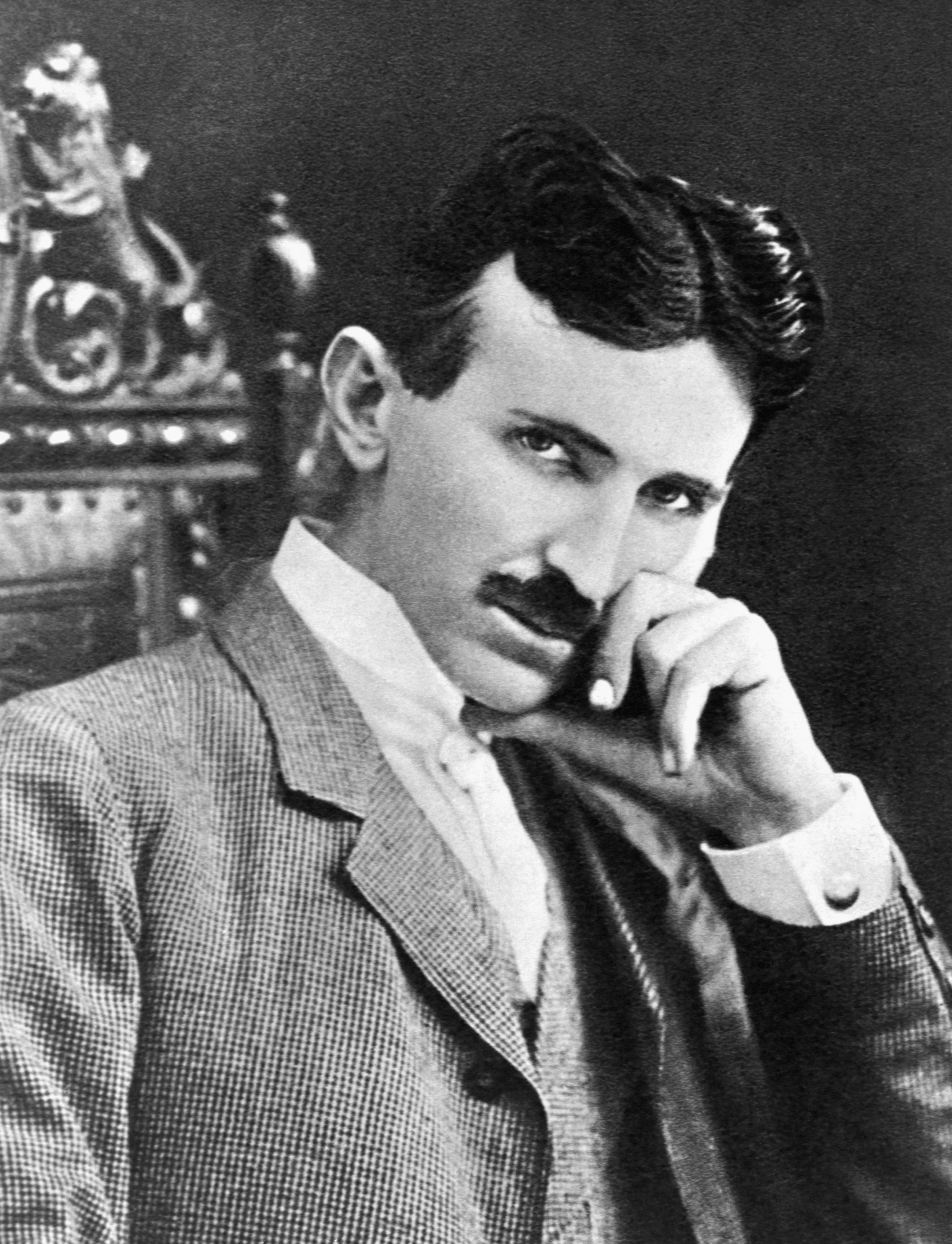
Nikola Tesla (etwa 1895)

Tesla war 1891 US-Bürger geworden. Er hatte keine Nachkommen und stand in Kontakt mit seinem Neffen Sava Kosanović (1894–1956), einem linksgerichteten jugoslawischen Politiker. Da Tesla womöglich an für Waffen verwendbaren Konzepten arbeitete, und diese an ausländische Mächte gelangen könnten, zumal mitten im Krieg, ließ das FBI sicherheitshalber den Nachlass beschlagnahmen, über das „Office of Alien Property“, und durch das „Office of Scientific Research and Development“ begutachten. Der Wissenschaftler John G. Trump, ein Onkel des späteren Präsidenten, urteilte drei Tage später, es handele sich um spekulative, teils philosophische Arbeiten, die weder neu noch anwendbar seien. Dennoch dauert es bis 1952, bis der Nachlass an Kosanović ausgehändigt und nach Belgrad überführt wurde.
Die Entscheidung zur Einrichtung des Museums wurde von der Regierung der Föderativen Volksrepublik Jugoslawien getroffen. Das Museum wurde schließlich am 5. Dezember 1952 eröffnet, es ist in einer ehemals zu Wohnzwecken erbauten Villa im Belgrader Stadtteil Vračar untergebracht. Das Gebäude wurde von dem serbischen Architekten Dragiša Brašovan entworfen und 1929 gebaut. Bevor es 1952 zum Standort des Nikola-Tesla-Museums bestimmt wurde, diente es verschiedenen Zwecken.
Am 5. April 2008 wurde auf einem kleinen Park an der Straßenecke gegenüber dem Museum ein Modell des von ihm entwickelten Tesla-Springbrunnens eingeweiht.

## Ausstellungen

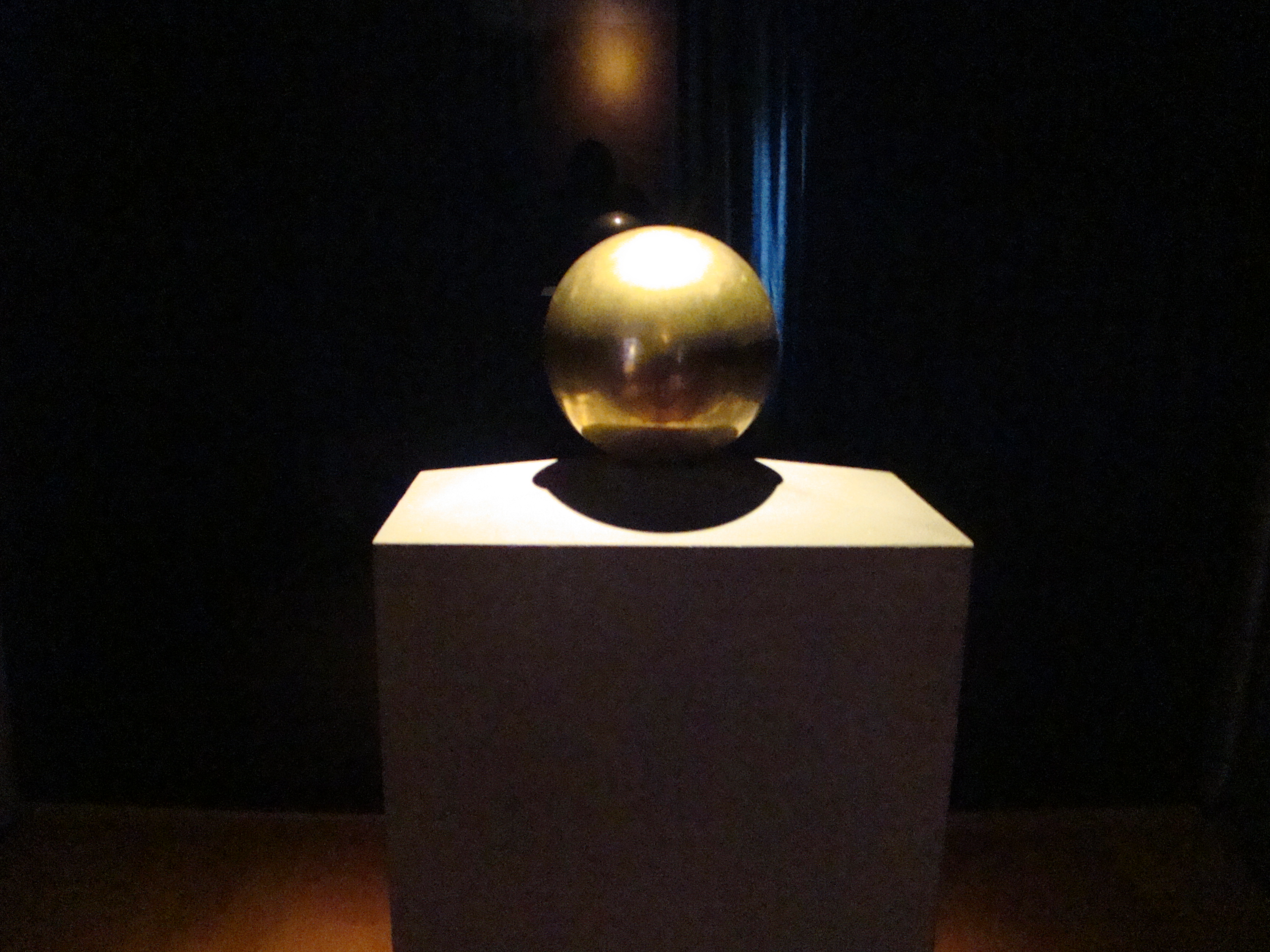
Urne mit der Asche von Nikola Tesla

Neben periodisch wechselnden Ausstellungen beherbergt das Erdgeschoss des Hauses eine Dauerausstellung, die einerseits das Leben Nikola Teslas mit zahlreichen persönlichen Gegenständen illustriert. In weiteren Räumen befinden sich mehrere funktionstüchtige Exponate, die dem Besucher Teslas Erfindungen nahebringen sollen. In einem Videoraum wird in regelmäßigen Abständen ein 15-minütiger Film über Leben und Werk von Nikola Tesla gezeigt.

## Archiv
Im oberen Stockwerk des Museums ist das Nikola-Tesla-Archiv untergebracht. Es beherbergt etwa 160.000 Originaldokumente, 2000 Bücher und Zeitschriften, 1200 Exponate der Technikgeschichte, 1500 Fotografien, Fotoplatten, Instrumente und Gerätschaften sowie 1000 Pläne und Zeichnungen. Wegen der herausragenden Bedeutung des Werks Nikola Teslas für die Entwicklung der Elektrotechnik und der großen Zahl der im Gebäude lagernden Dokumente aus seinem Leben wurde das Archiv im Jahr 2003 in die Liste des Weltdokumentenerbes eingetragen.

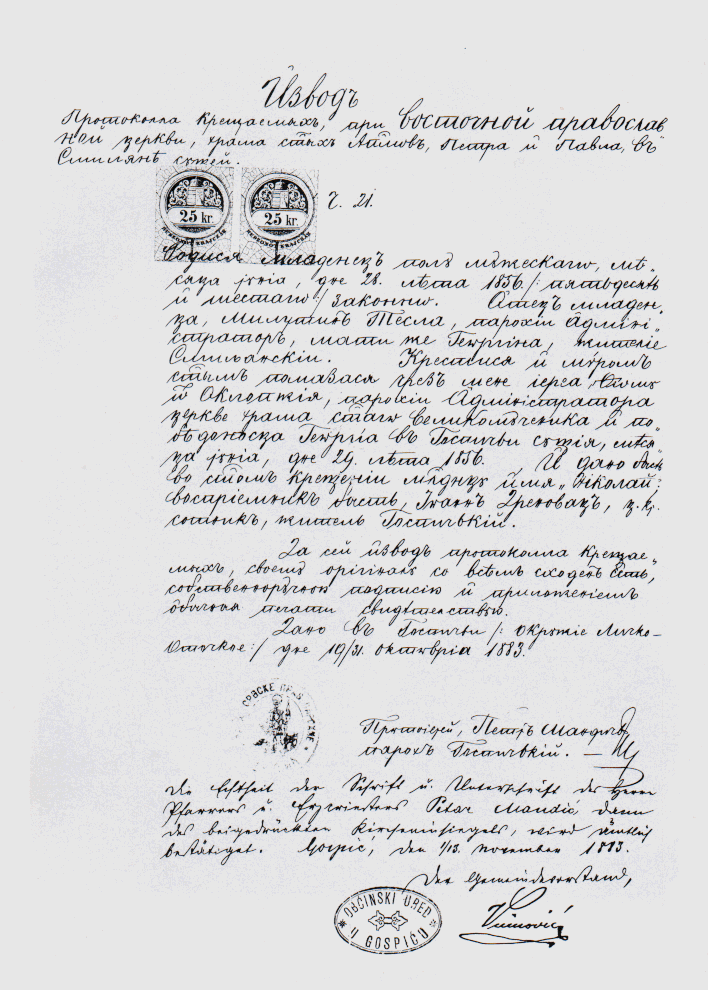
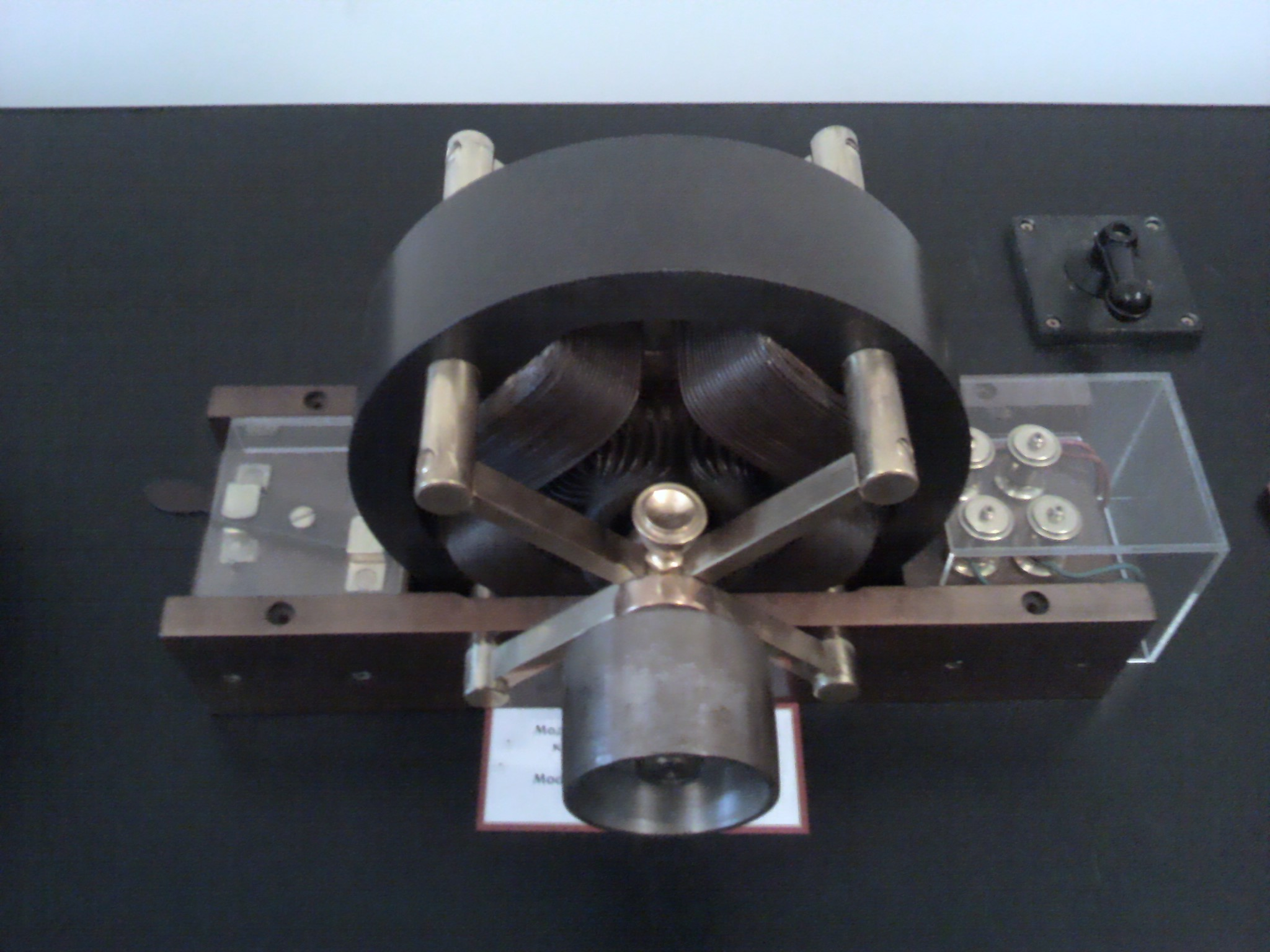
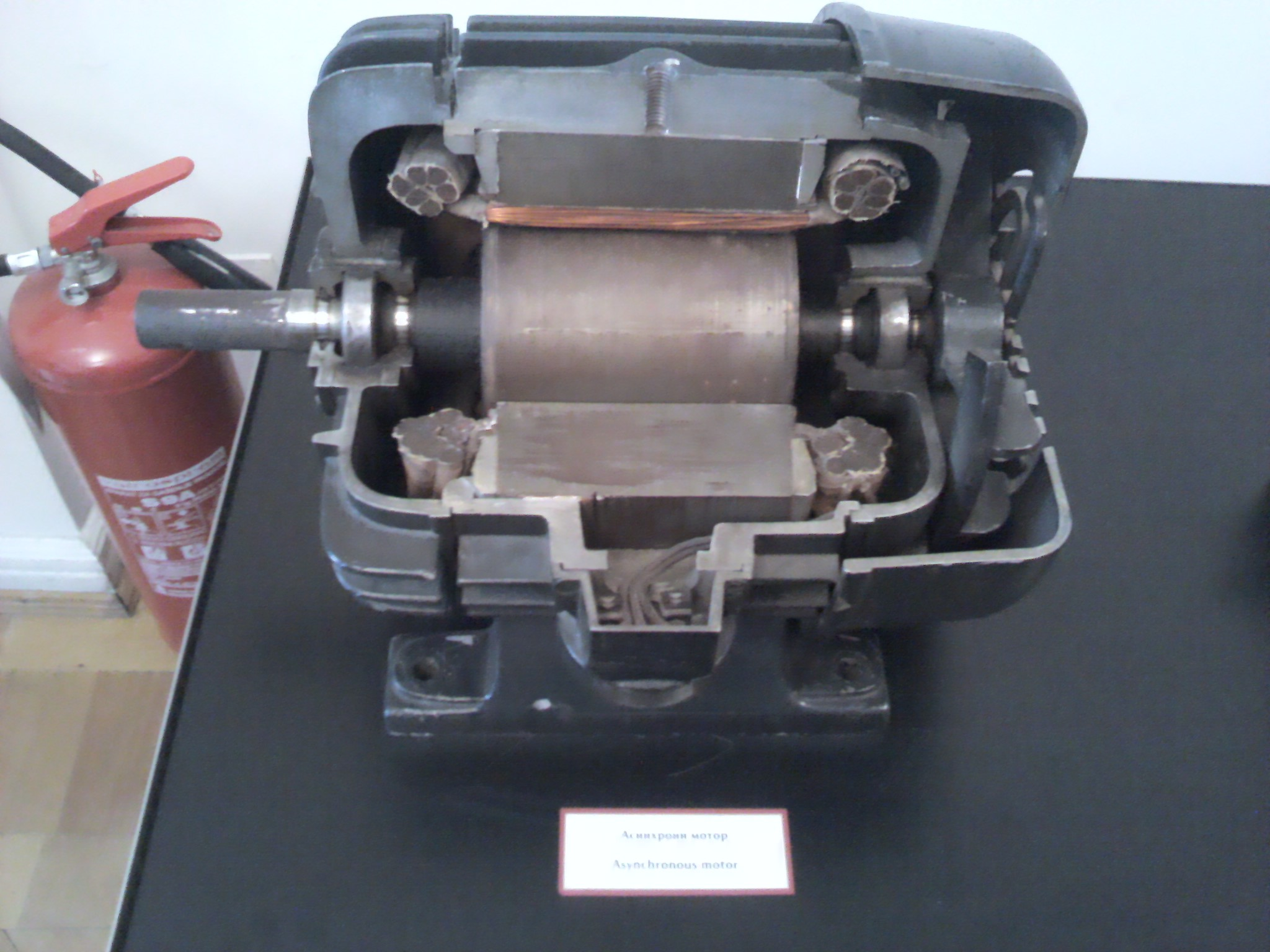
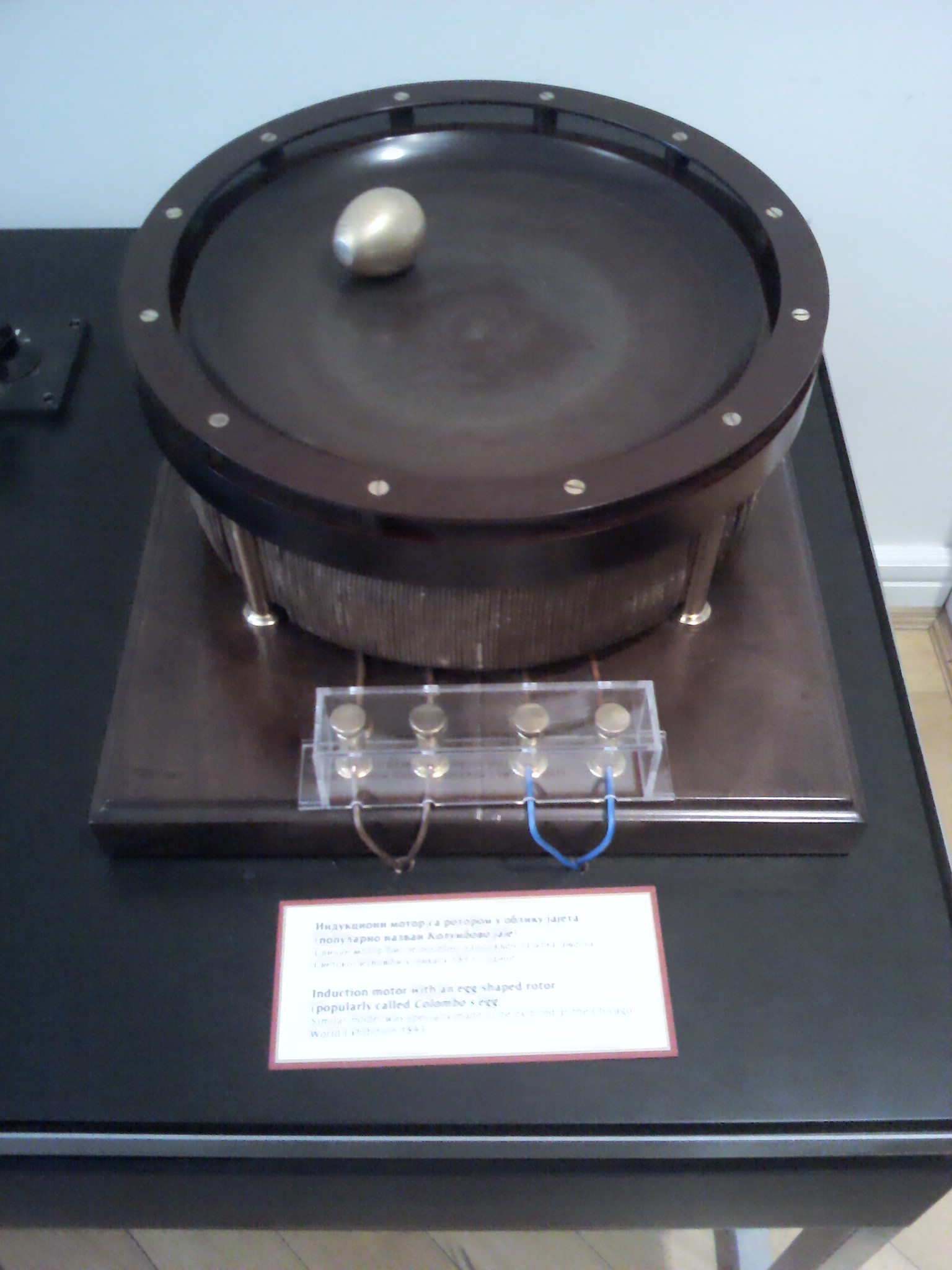
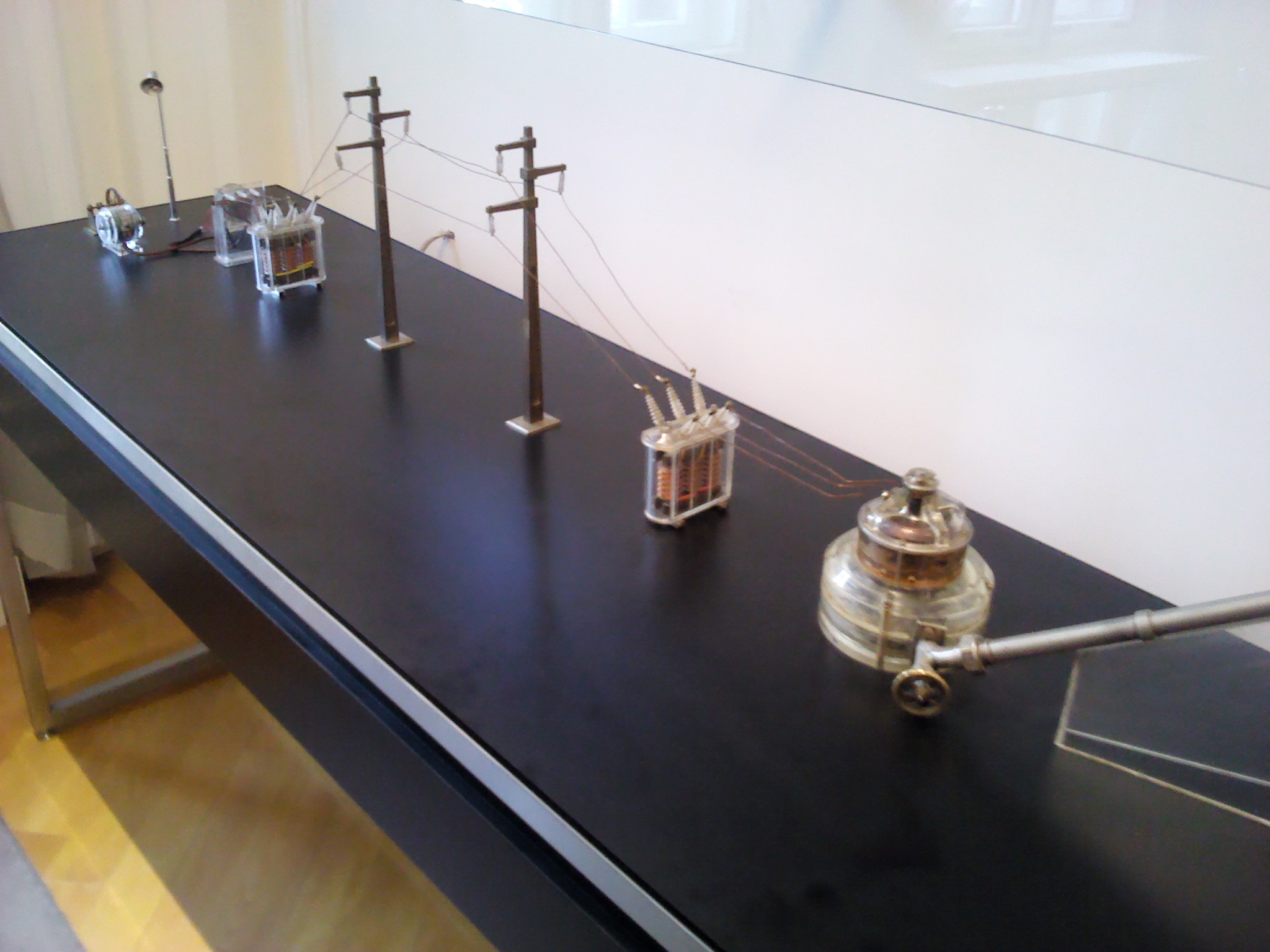
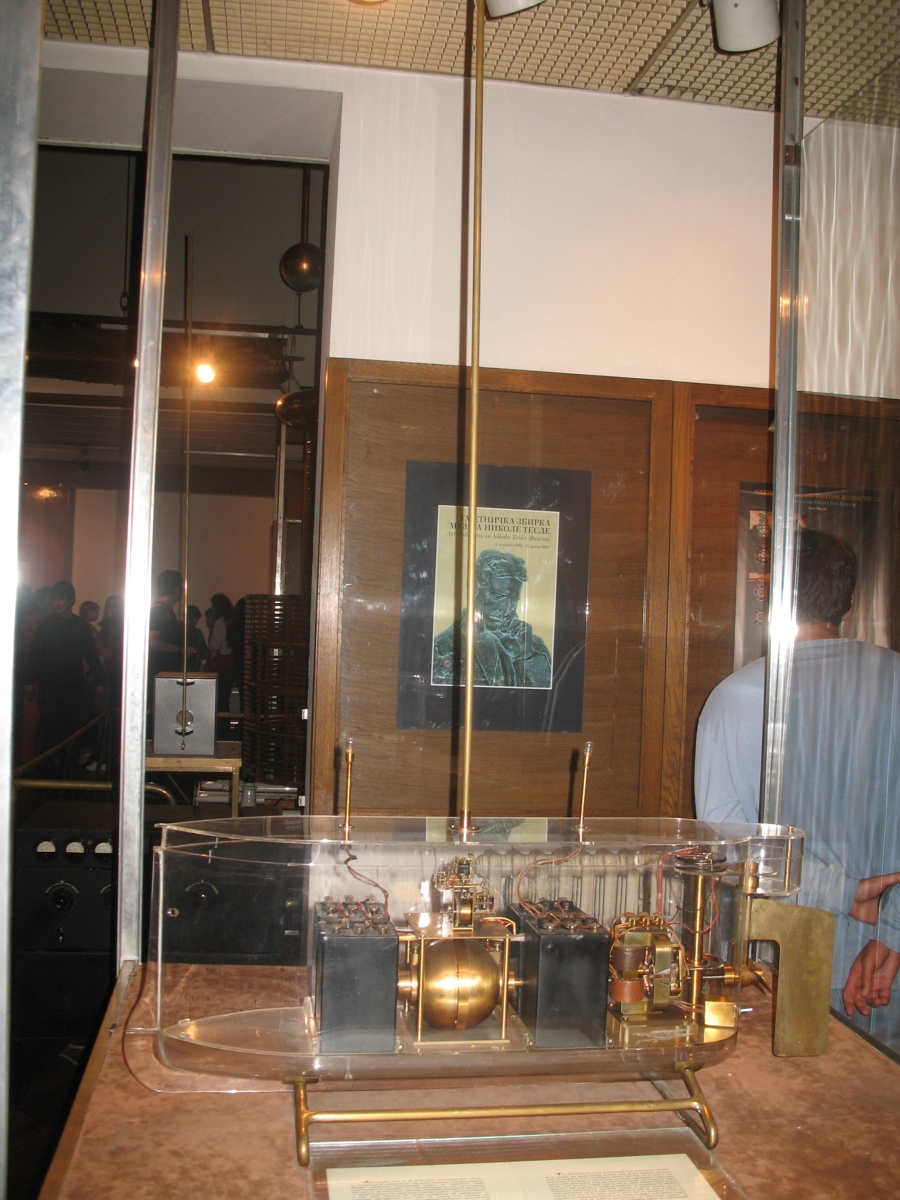
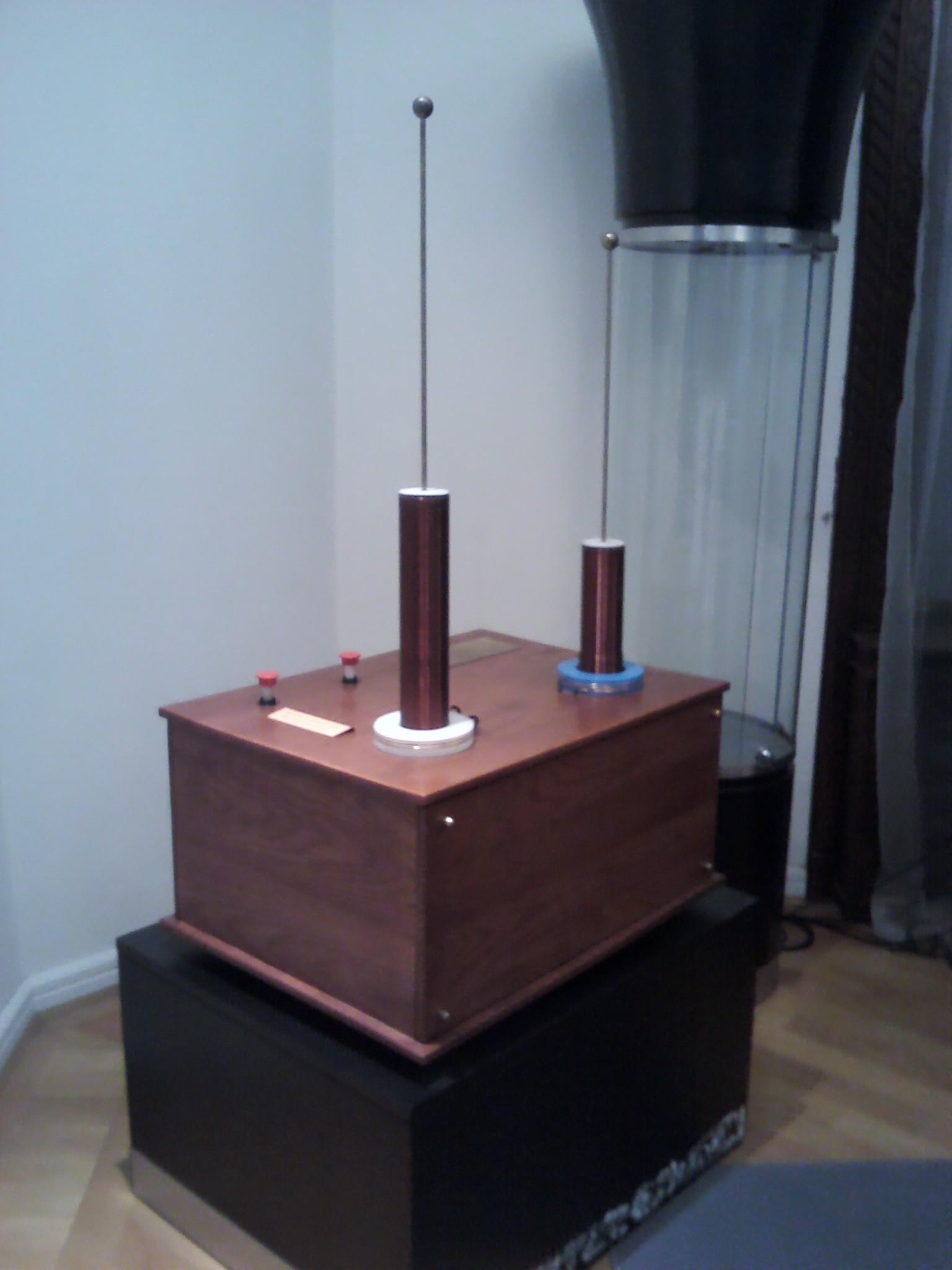
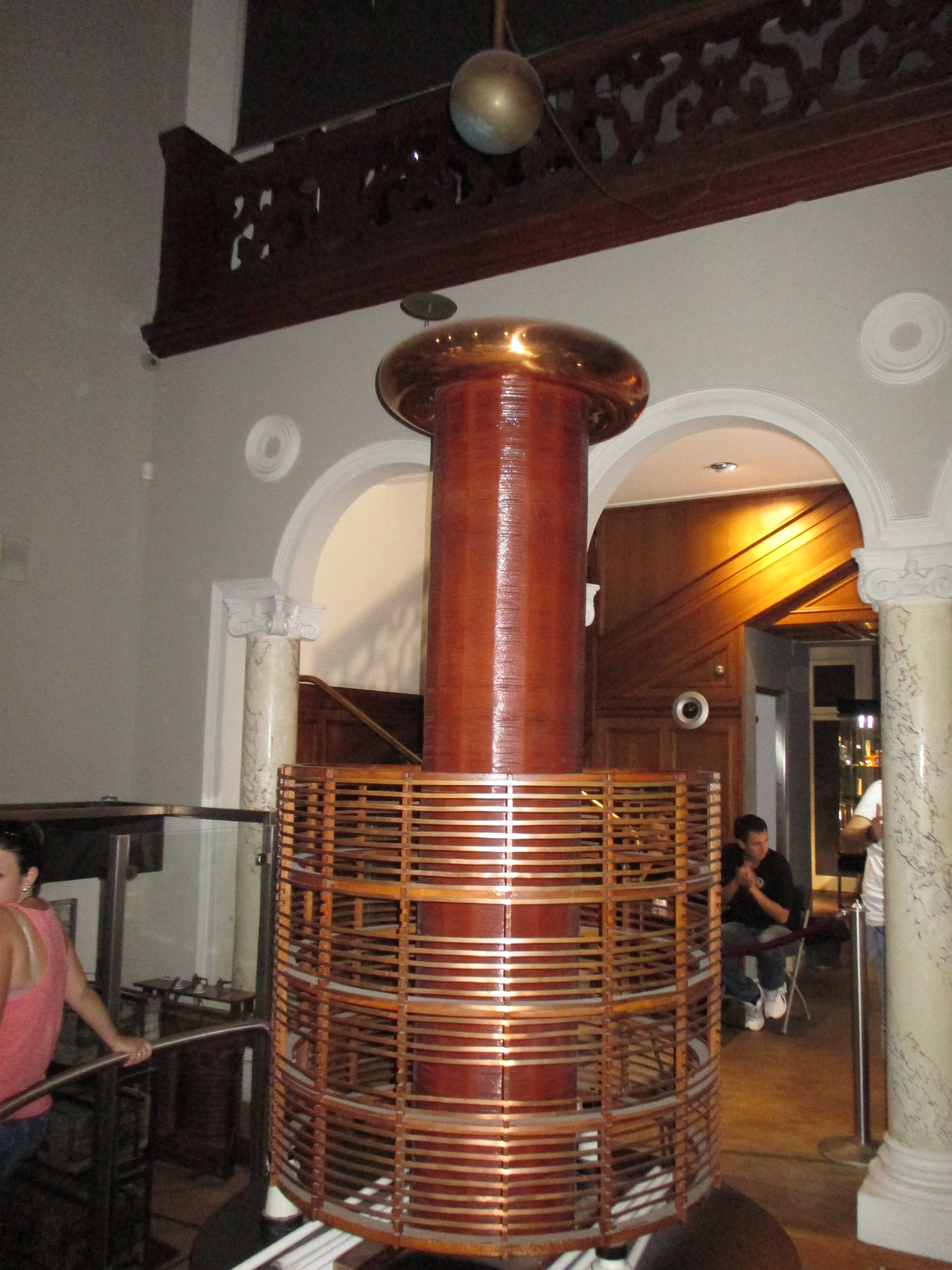
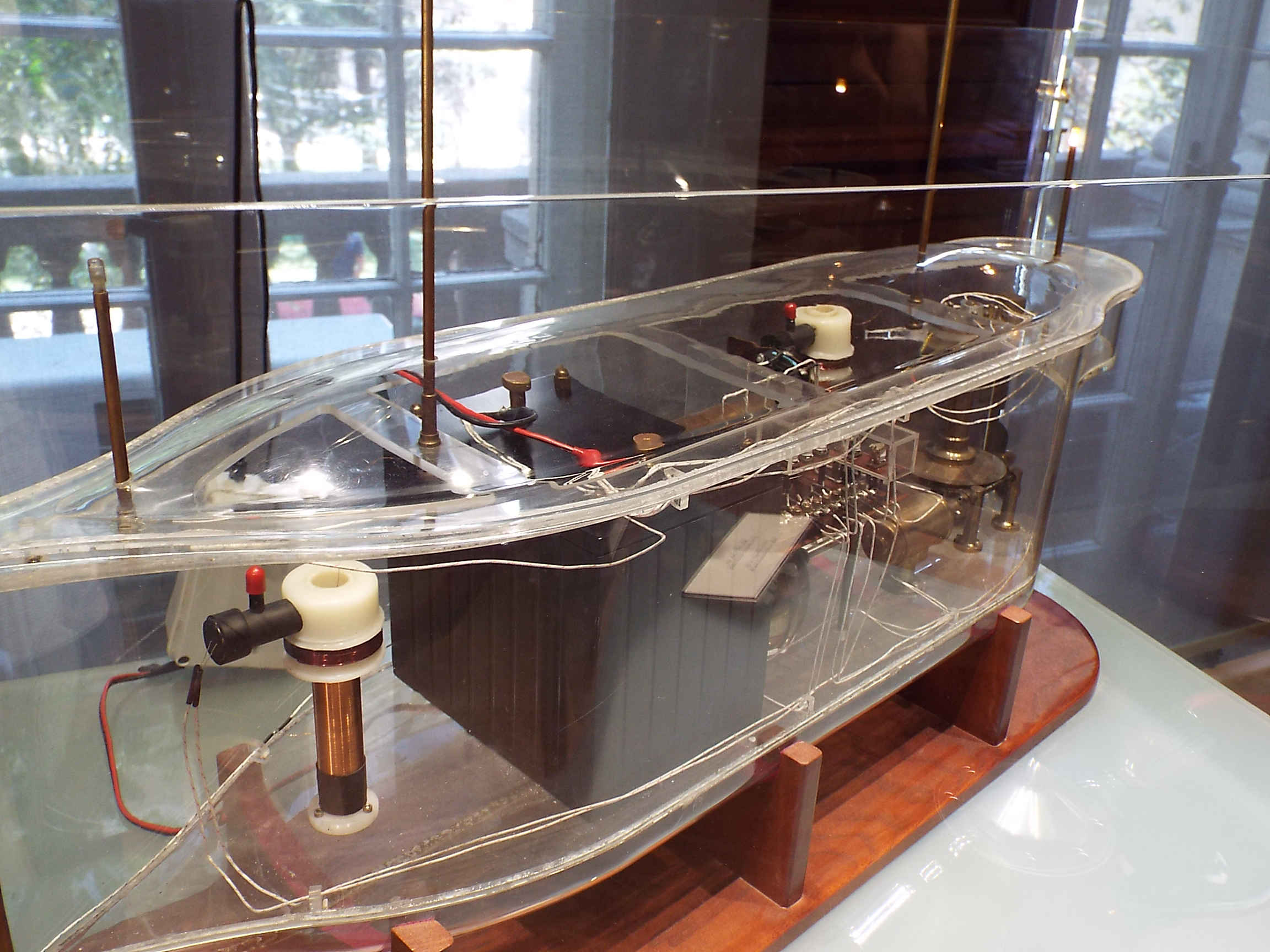
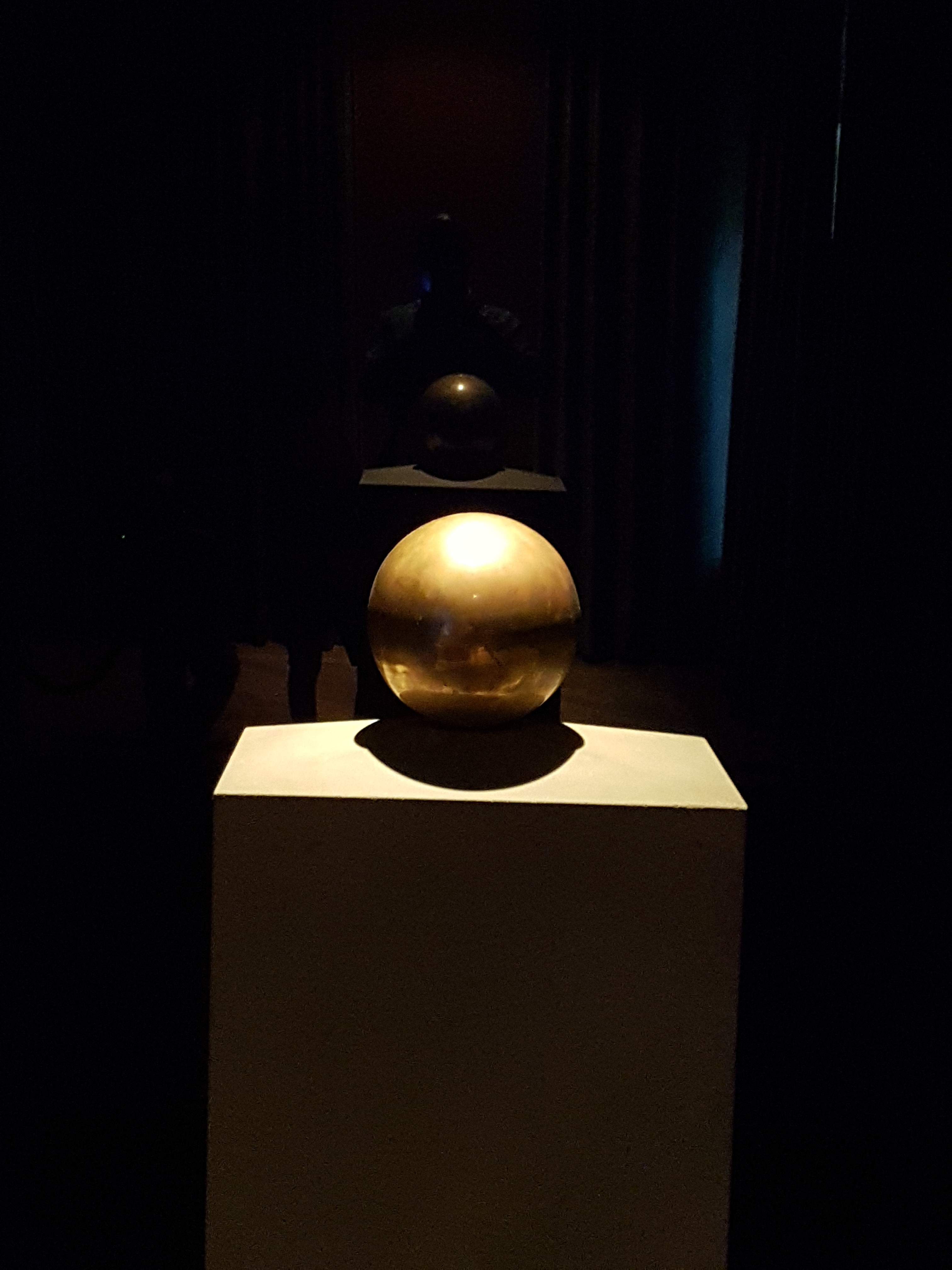
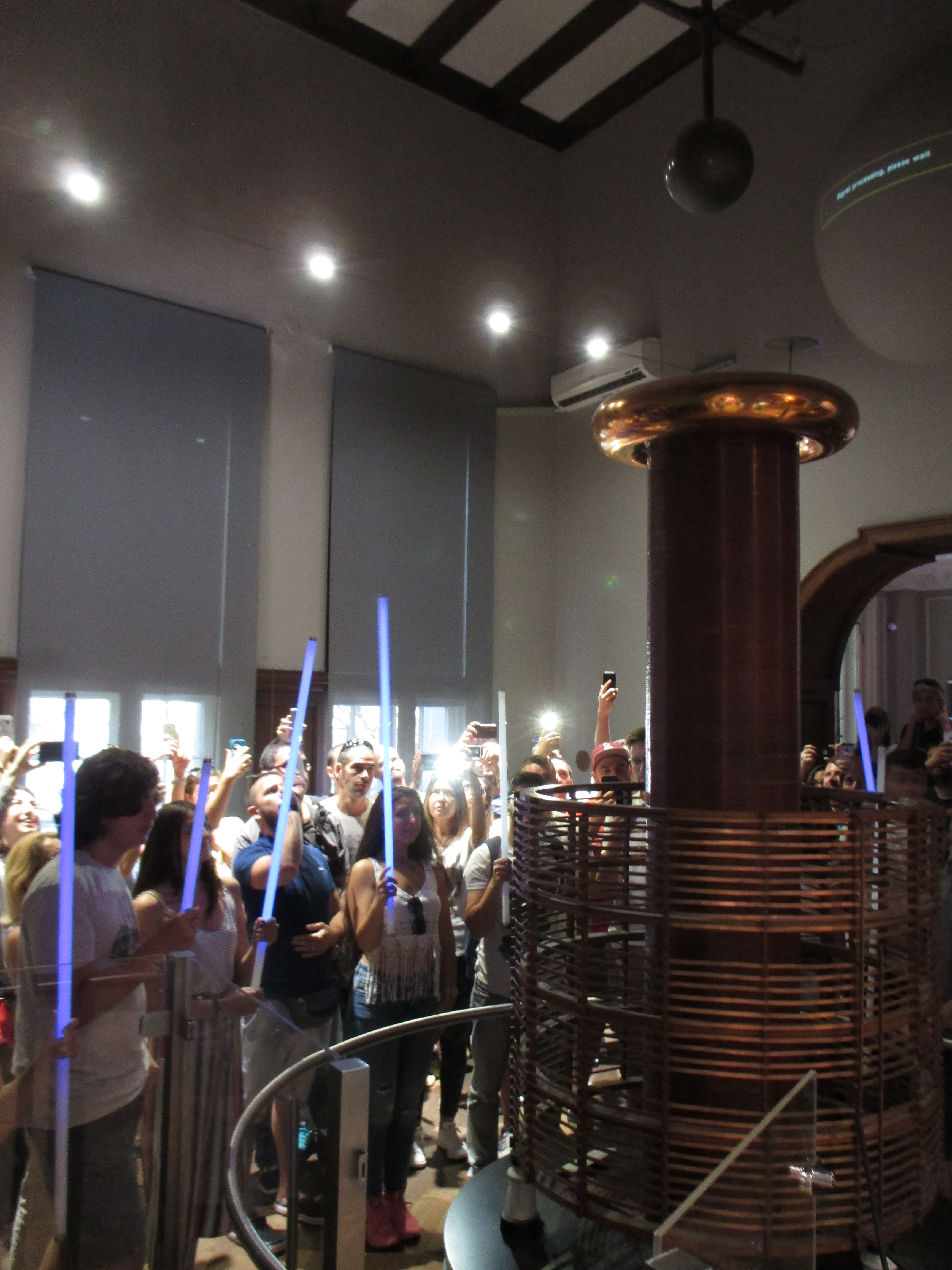
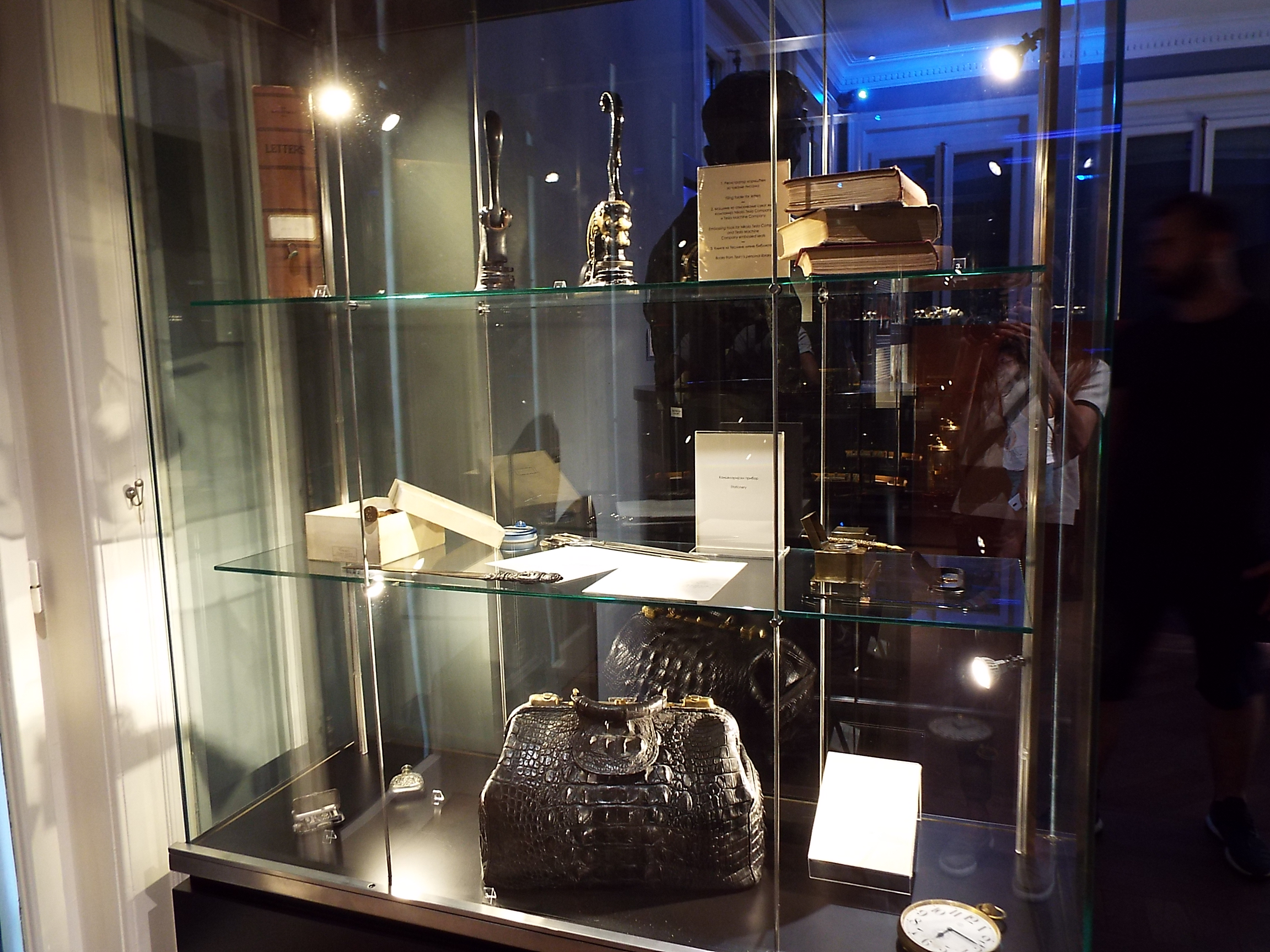
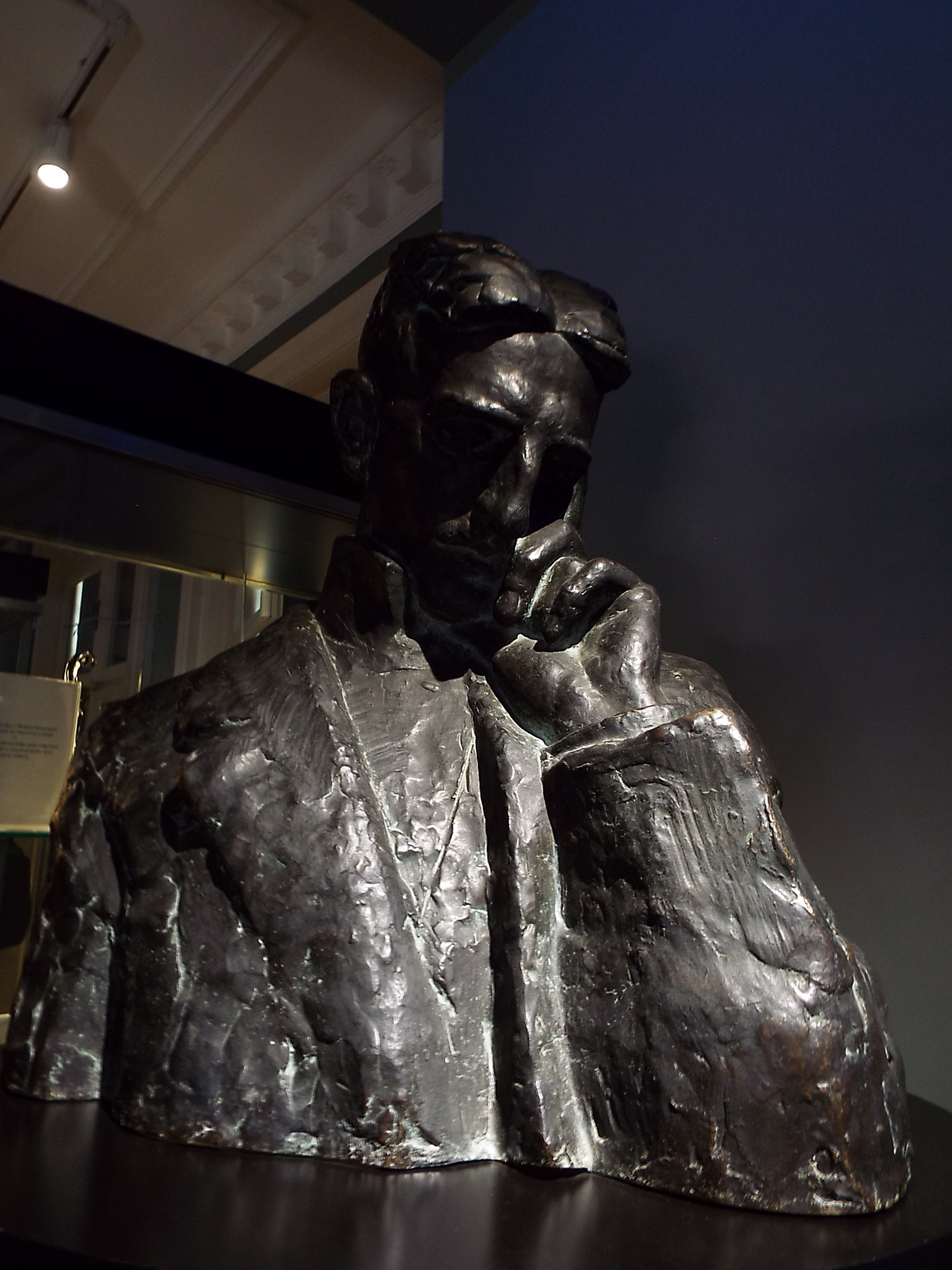
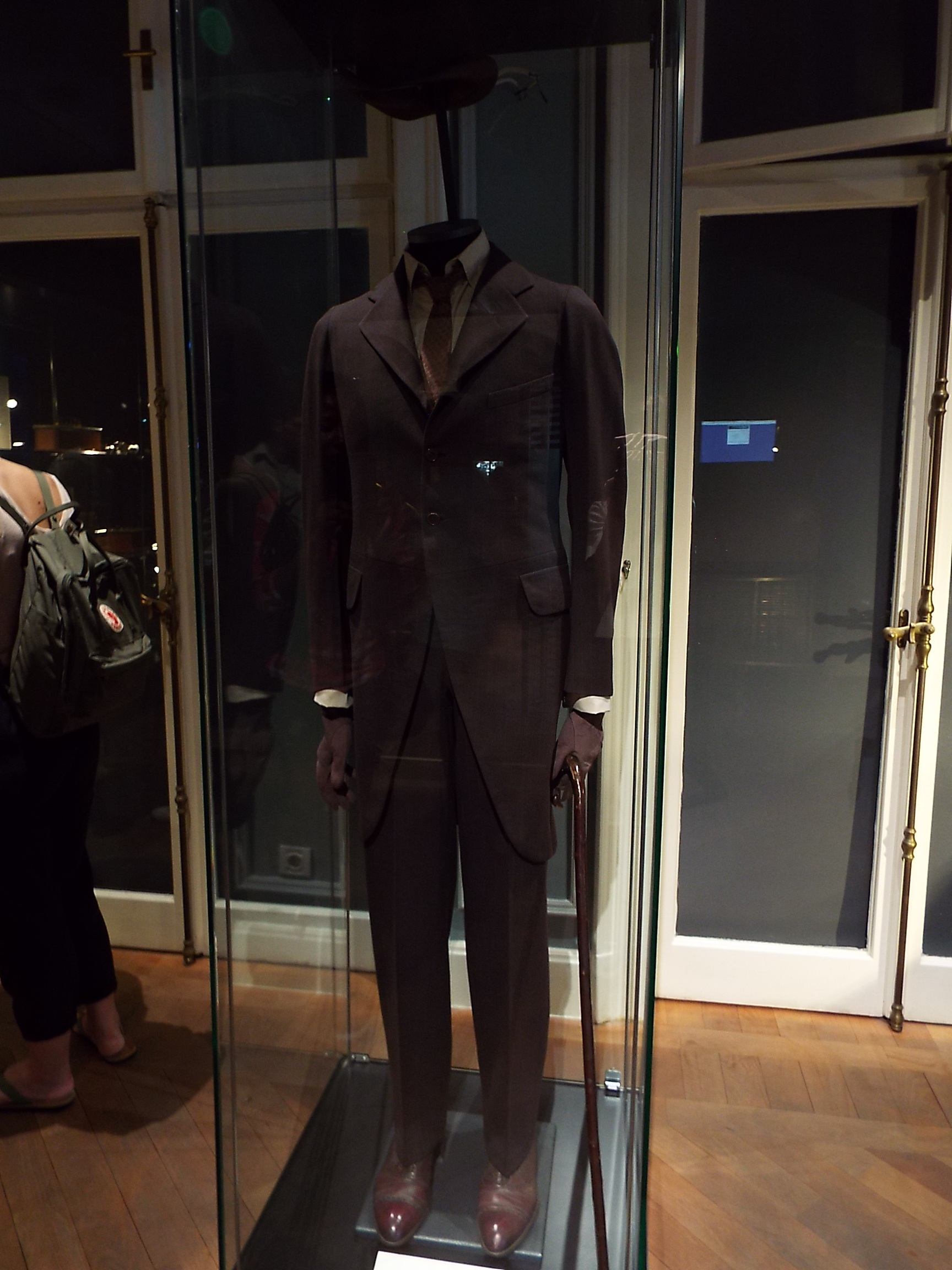